# Mayu Ikejiri
Mayu Ikejiri (池尻 茉由, Ikejiri Mayu, Kumamoto, 19 december 1996) is een Japans voetbalster die als aanvaller speelt bij Mynavi Vegalta Sendai.

## Clubcarrière
Ikejiri begon haar carrière in 2019 bij Suwon UDC LFC. Ze tekende in 2020 bij Mynavi Vegalta Sendai.

## Interlandcarrière
Ikejiri maakte op 27 februari 2019 haar debuut in het Japans vrouwenvoetbalelftal tijdens een wedstrijd om de SheBelieves Cup tegen Verenigde Staten van Amerika. Ze heeft 6 interlands voor het Japanse elftal gespeeld en scoorde daarin 2 keer.

## Statistieken
| Japans vrouwenvoetbalelftal | Japans vrouwenvoetbalelftal | Japans vrouwenvoetbalelftal |
| Jaar                        | Wed.                        | Dlp.                        |
| --------------------------- | --------------------------- | --------------------------- |
| 2019                        | 6                           | 2                           |
| Totaal                      | 6                           | 2                           |